# ホームランド (ゲームソフト)
ホームランド（HOMELAND）は、チュンソフト発売のニンテンドー ゲームキューブ用ロールプレイングゲーム(RPG)。当初の販売形態はゲームの公式サイトでのネット通販のみ（発売日は2005年4月29日）だったが、6月30日から一般の店頭でも購入できるようになった。
ネットワーク対応であり、別売りのブロードバンドアダプタを使用してオンラインマルチプレイが可能である。
ソフト単品が5,800円、ブロードバンドアダプタ同梱版が6,800円で販売された。
本作はネットワーク対応のRPGであるが、ネットワークプレイは無料である（通信にかかる費用は別）。
また管理会社に利用登録をする必要もない。

## 概要
一般的なネットワーク対応RPGは、運営会社が管理するゲーム用サーバにプレイヤーが接続するシステムであるが、本作はプレイヤーのゲームキューブをサーバとして使用し、P2P技術によって他のプレイヤーがサーバ用のゲームキューブに接続するシステムをとっている。運営会社はサーバ用ゲームキューブと他のプレイヤーを仲介するマッチングサーバのみを管理すればよく、サーバのメンテナンスコストを低く押さえられる。その為ネットワークプレイを無料にすることが可能になった。
ゲームキューブをサーバにするプレイヤーは「かみさま」と呼ばれ、ログインしているプレイヤー（「クエスター」という）に対し、アドバイスを送ったり、かみわざを使って様々なちょっかいを出したり、迷惑プレイヤーをサーバから強制ログアウトさせることができる。一つのサーバに一度にログインできる「クエスター」は35人までと少ないので他のプレイヤーとコミュニケーションが取りやすく、和気あいあいとプレイできる。

## マッチングサーバの終了
公式発表によりホームランドのマッチングサーバは2007年4月30日をもって閉鎖となった。だが、デバッグ用に残された設定を用いてサーバーに直接接続する事ができる(実際にはこれ以外のデバッグ用設定は見つかっていないため、おそらくマッチングサーバー運営の中止を予見していた開発陣が残したものと思われる)。

## あらすじ
突然あらわれた「テンシ」から「クエスター」に認定されたと言われた主人公は、マスコットで変身して不思議な世界へ旅立ち、さまざまなクエストを解いていく。どのクエストを解いたかによってストーリーが分岐する。
クリアするごとに活躍に応じたポイントとアクセサリがもらえ、そのポイントで新たなマスコットやかみわざを使えるように出来る。また、アクセサリでマスコットを装飾することが出来る。

## 特徴的なシステム

### 手つなぎ
他のキャラクターと手をつなぐことでパワーアップする。
また、炎に強い、など、つないだキャラクターの特性を受け継ぐことができる。
手をつなぐことができるのは、プレーヤーキャラクターに限らず、ノンプレイヤーキャラクターも可能。
手をつなげばつなぐほどパワーアップし、最大36人で数珠つなぎに歩く。
死亡(本ゲームでは「きぜつ」とされている)状態の時に、手つなぎで牽引してもらうことができる。
オンラインプレイでは、手つなぎをすることによって、メッセージの送受信が可能となる「きずな」を結ぶ役割りも担う。
また、手つなぎを「されている」間は、「している」側であるリーダーに操作をまかせることができるため、一時的に離脱したり、初心者にとりあえずゲームの流れを体験させるなど、このゲーム独特の和気あいあいとしたコミュニケーションの一要因となっている。

### マスコット
プレイヤーは、能力値や使用できる技が異なる「マスコット」という人形を使ってクエスター(ヒーローに近い冒険者、という意味合いのようである)に変身し、冒険に向かうこととなる。
マスコットの入手は、エンディングを迎えるごとにエンディングの内容に応じて決まった中からランダムで1種類が製作が可能となり、同様にクリア時手に入る後述の「ポイント」を特定の量消費して使用可能な状態にすることができる。
マスコットは全14種類。詳細は後述。

### 留守番
通常のネットワークゲームでは、プレーヤーがオンラインから離れる(ログアウトする)と、その存在は他者には見えなくなり、ゲームから一時的に消滅する。しかし、このホームランドでは、オンラインから離れても(ログアウトしても)、そのキャラクター(マスコット)は、世界に存在しつづける。魂が抜けた状態のようでもあり、これを留守番と呼ぶ。これらの留守番は自動制御され、他のオンラインプレーヤーたちの仲間として加われば、戦闘に加担する、回復するなどのアシストをしてくれる。

### ゲーム進行システム
本作品が多くのオンラインRPGと異なる点の一つとして、「一度エンディングを迎えるとそのプレイのデータは削除され、ストーリー最初から初期状態でのスタートとなる」という点がある。
一般的なオンラインRPGはストーリー進行やレベルアップなどに膨大な労力を要するが、本作は開始からエンディングまで数時間単位でたどり着く非常に短いストーリー展開となっている。これによって「長期間かけて一つの内容を遊ぶ」ではなく「繰り返し同じものを何度も遊び、その過程におけるプレイヤー間の交流を楽しむ」ことに重点が置かれた内容となっているのである。
しかも、ストーリーには分岐点が存在しており、ある特定のイベント行うことでストーリー展開が変化していき、それに応じた異なるエンディングを迎えるようになっている。ストーリー展開及びエンディングは12種類あり、一部のエンディングはオンラインモードで無ければたどり着けない。
各ストーリーの分岐に関わる節目や、その他数多く設定された冒険項目の変動に加担すると、「評価された」として評価ポイントが累計されていく。
エンディングを迎えると、それまでの評価ポイントの合計が手に入り、新たなマスコットやアクセサリー、かみわざなどを作るための糧となる。また、ストーリーに応じた「マスコット」とサーバを開いたプレイヤーに応じた「アクセサリー」がランダムで入手されて終了となる。

### リアルタイム内ターン戦闘
ネットワークプレイを意識したリアルタイム進行の世界にいながら、「自分が何もしない限り何もされない」というターン形式の戦闘システムを実現している。

### 吹き出し
今ゲームの会話表現は2種類存在する。
1. プレーヤー全員が見られるウィンドウタイプ
2. 周囲のプレーヤーしか見られない吹き出しタイプ

この項では吹き出しタイプについて述べる。
吹き出しは、プレーヤーキャラクターの頭上から、まさしく漫画の吹き出しのような形態で会話内容を表現する。
村人などのノンプレイヤーキャラクターとの会話はもちろん、プレーヤー同士でも、さらにモンスターまでもがこの吹き出しによって「発声」する。
また、吹き出しは画面外での発声分も見える(聴こえる)が、それぞれの位置関係によって表示サイズが変わる。遠くの発声になればなるほど、小さい吹き出しで表示されるため、見づらい(聴きづらい)。
ネットワークプレイ時には、この吹き出しを使って周囲の人限定の会話ができる。コントローラで文字パネルを操作し(キーボードには非対応)、一文字ずつ入力すると、そのまま一文字ずつ吹き出しに表示され、全員に伝わる。

## マスコット
マスコットはサーバー(ゲーム世界)を開く「かみさま」を除いて、以下の14種類が存在する。
ピノック
人間のそっくりな姿をした人形の種族。ライフ・状態以上を問わず、様々な回復技を(技によっては敵にさえも)使用することができ、打たれ強いため接近戦もそこそこできる。必ず初期から使用できるマスコットである。
ブロック
その名のとおりブロックから手足が生えたおもちゃの種族。広範囲を攻撃できる雷（いかずち）の呪文や、サポートや回復など様々な呪文が使え、素早さが高くて接近戦もそこそこ可能なオールラウンダー。一定レベルになると、状態異常や呪文などの属性への耐性をランダムで得る。
フレイ
青白い火の身体を持つ炎の種族。パウを自力で回復できる「めいそう」が使え、能力などを他人に分け与える技が使える。単体対象だが高威力の炎の呪文や、高い物理攻撃力など攻撃面も強い。
キララ
宝石の種族。自分にかけられた呪文を反射するバリアを張る能力を持ち、種類によって反射回数や反射範囲が異なる。その他いくつかの補助技も使え、防御面に優れる。攻撃面は低め。
クロン
下半身に竜巻を纏い、大きな一つ目が特徴の台風種族。風で相手を吹き飛ばしたり引き寄せたりできるほか、自分に隣接した敵を複数攻撃でき目潰しの追加効果がある疾風の呪文が使えて、一対複数の戦いに強い。
ミステカ
原始人のよう服装で、目口以外の身体が完全に透明な種族。身体を完全に透明にする技を使え、これを使うことで敵や他のプレイヤーからも見えなくなり様々な秘密行動が取れ、ストーリーによっては無類の強さを持つ。敵を状態異常にする呪文が使え、物理攻撃力や物理防御が高い。
ネンドゥー
変幻自在の身体を持つ粘土の種族。背景オブジェクトや近くの敵に「変身する」ことが可能で、敵に変身するとその敵の強さに応じたパワーアップを遂げる。大量の能力変化呪文を覚え、前半の全体的に能力伸びは悪いが、最終的には全キャラ最高の攻撃力を持つ。
ガント
レンガ作りの巨体を持つ建物の種族。前半からライフと攻撃力が爆発的に上がり、自分の力や防御力を大きく上げる技や相手の防御力を無視する攻撃も覚える。ただしパウや素早さが圧倒的に低く、早熟型ゆえに後半の能力伸びが弱い。
ポルカ
自然の力を操る緑の種族で、花の姿をした女性。サポートに特化しており、ピノックと同様に回復技が豊富で、死亡状態になった自分を自身で蘇生させられるという技を持つ。ただし足元の自然の状態で使える技が異なり、接近戦が非常に苦手。
ユニコーン
その名のとおりユニコーンの頭部を持つ騎士の種族。接近戦型だがガントとは逆に晩成型で、素早さがずば抜けて高く、防御力や呪文関連（自力で呪文は使えない）も優秀。攻撃力はそこそこの値だが、剣の武器を使った特殊な攻撃技を持つ。
ロボ
機械の身体を持つロボットの種族。敵のアイテムを盗んだり、店での購入額の半額でアイテムを複製できるなどアイテム関連のユニークな技を持つ。戦闘向けの技はほぼ覚えないが、物理攻撃や素早さなどがかなり高く、接近戦を得意としている。
コムコム
「アンテナ虫」という長い一本の触角を持つテントウ虫のような種族。アンテナを使った特殊な補助技を使え、他のプレイヤーの会話傍受やアイテムの送信などが可能。敵を混乱させる技など戦闘用の補助も得意だが、攻撃能力が低く打たれ弱いため直接戦闘は苦手。
ココット
卵の殻に身を包んで獣のような尾や脚が生えた卵の種族。敵の物理攻撃を完全に無効化する技や、自分を攻撃した敵を状態異常にする技など、自らが敵の攻撃を受けて発動する補助技を覚える。魔法関連には弱く、攻撃能力は低め。
パラダイカ
不思議な姿をしたイカ（とゲーム中では言う）のような種族で、その正体は大昔エンデパルナに漂着した宇宙人。パウや賢さがとても高く、高威力かつ複数攻撃や眠りの追加効果も持つ冷気の呪文に加え、一部の炎呪文や補助呪文も使える呪文のエキスパート。接近戦は苦手。

## シナリオ
まおうとゆうしゃのものがたり
条件を満たせばプレイすることが可能になる。マスコットではなく自分自身の姿で冒険できるオフライン専用のシナリオ。なお、ホームランドは最初の発表からオンラインゲームであることが明かされるまでのしばらくの間は、こちらの方だけが公開されていた。

## 備考
前述のように公開当初はオンラインゲームだと公開されていなかったが、当初からオンラインゲームとして製作されており、ゲーム雑誌『ニンテンドードリーム』のNo.109においても中村光一が「ホームランドは○○○○○として製作している」とそれを匂わせる発言していた。またチュンソフトはそれ以前よりインターネットに対応したWindows版『風来のシレン』などオンラインゲームには積極的な姿勢であり、発表当初は勢いがあったものの、ゲームキューブ及びオンラインゲームが想定よりも普及しなかったことなどから失速してしまったのだという。
当初はオンライン販売のみだったことから売り上げはあまり伸びなかったと言われており、同様の理由で量販店での売り上げ集計も無いため具体的な売り上げ本数などについては不明である。ただし大手ゲーム誌『ファミ通』のレビューでは40点中34点とされるなど評価は概ね好評であり、発売当初において同誌では連載コラムを執筆している有名ゲームディレクターの桜井政博ほか数名が、『ニンテンドードリーム』でも編集者による数回のサーバ設立イベントが行われた。